# كهوف نتشرال بريج
كهوف نتشرال بريج (بالإنجليزية: Natural Bridge Caverns)‏؛ هي مجموعة من الكهوف التي تقع في مقاطعة كومال في الولايات المتحدة.

## السياحة
تعد «كهوف نتشرال بريج» إحدى مواقع الجذب السياحي في مقاطعة كومال في ولاية تكساس الأمريكية.